# Kaossara Sani
Kaossara Sani (Burkina Faso, siglo XX) es una ecologista, escritora y socióloga togolesa residente en Lomé, Togo, fundadora de Africa Optimism y cofundadora y directora ejecutiva del movimiento Act on Sahel Movement.

## Trayectoria
Kaossara Sani nació en Burkina Faso y se trasladó a Togo a los nueve años. Creció en Lomé, donde vive con su madre y sus dos hermanos.
Fundó Africa Optimism, un movimiento que trabaja para dar a conocer la solución de los problemas climáticos y medioambientales a través de la educación. También es cofundadora del movimiento Act On Sahel, que recauda dinero para pagar semillas y fertilizantes para los agricultores de la región africana del Sahel. La organización también recauda dinero para comprar productos sanitarios y proporcionar acceso a agua potable y energías renovables.
Su activismo fue aún más reconocido cuando envió un manifiesto a la Conferencia de las Naciones Unidas sobre el Cambio Climático de 2021 en el que afirmaba que el coste de viajar a Glasgow se emplearía mejor en construir un pozo de sondeo para suministrar agua potable a la población de Togo. En su manifiesto también recuerda a los países ricos su "promesa incumplida" de destinar 100.000 millones de dólares anuales a la financiación de la lucha contra el cambio climático en los países en desarrollo hasta finales de 2020. También insta a las naciones ricas a proporcionar financiación para el clima a los 46 países menos desarrollados y a invertir en investigación meteorológica y sobre el cambio climático mediante la construcción de estaciones meteorológicas.